# Elmstead Market
Elmstead Market är en by i Essex i England. Orten har 1 682 invånare (2001).